# Stari Log, Slovenska Bistrica
Stari Log este o localitate din comuna Slovenska Bistrica, Slovenia, cu o populație de 246 de locuitori.